# Загорский, Александр Петрович
Алекса́ндр Петро́вич Заго́рский (1807, Санкт-Петербург — 1888, Санкт-Петербург) — доктор медицины и хирургии, заслуженный профессор по кафедре физиологии и патологии Санкт-Петербургской медико-хирургической академии, почётный член общества русских врачей в Санкт-Петербурге, тайный советник.

## Биография
Родился 14 (26) августа 1807 года (в «Русском биографическом словаре» — в 1805 году).
Был помещён воспитанником Академии наук в Санкт-Петербургскую медико-хирургическую академию; по окончании курса наук в ней, обучался медицине с 1828 года в Дерптском профессорском институте, куда был послан вместе с Н. И. Пироговым и в числе других молодых людей из русских университетов — «для подготовки к дальнейшим занятиям наукой за границей». В Дерпте в 1833 году, по защите диссертации: «De systemate nervéa piscium» (Diss. A. M. Dorpt. 1833. 4°. 32) получил степень доктора медицины. В этом же году стал первым адъюнкт-профессором по кафедре акушерства в Санкт-Петербургской медико-хирургической академии и получил чин коллежского асессора.
С 1833 по 1836 год совершенствовал медицинское образование за границей.
В октябре 1837 года, по выходе в отставку профессора Велланского, был определен экстраординарным профессором по кафедре физиологии и патологии; а в 1839 году был избран ординарным профессором по той же кафедре; 1 июня 1839 года был признан без экзамена доктором медицины и хирургии. Санкт-Петербургская медико-хирургическая Академия обязана Загорскому основанием физиологического кабинета.
До 1846 года преподавал физиологию в Академии теоретически; он был прекрасный лектор и, кроме курса физиологии и патологии, читал ещё в медико-хирургической академии энциклопедию и методологию медицины. В мае 1860 году уволился из Академии и был назначен совещательным членом Медицинского совета Министерства внутренних дел и в этой должности оставался до смерти.
Умер 24 сентября (6 октября) 1888 года в Санкт-Петербурге.
Почти с самого основания Императорского училища правоведения и до 1887 года читал в нём курс физиологии и судебной медицины. Кроме того Загорский был непременным попечителем Мариинского капитала для вдов и сирот врачей и врачом при заведениях Елены Павловны и Министерства юстиции.